# Цзоу Янь
Цзоу Янь (邹衍, 305 до н. е. —240 до н. е.) — провідний представник філософського напрямку іньян-цзя, науковець.

## Життєпис
Народився у 305 до н. е.. Належав до школи Цзіся-сюе, яка склалася в академії Цзіся. Відомості про погляди та життя Цзоу Яня збереглися у «Ши цзі» (Сима Цянь), трактатах «Хань шу» (Бань Ґу) та «Лунь хен» (Ван Чун). Як вчений Цзоу Янь користувався великим авторитетом — йменувався «Янєм, який обговорює Небо» (Таньтянь Янь), з пошаною приймався в царствах Вей, Чжао, Янь. Був вчителем Чжао-вана, володаря царства Янь.

## Філософія
Серед творів філософів іньян-цзя відомі два, що належать Цзоу Яню — «Цзоу-цзи» («Трактат Вчителя Цзоу») з 49 глав (пянь) і «Цзоу-цзи чжунши» («Трактат Вчителя Цзоу про кінці та засади») з 56 глав. Обидва нині втрачені.
Цзоу Яню приписується розробка доктрини, що ув'язала концепцію взаємодії полярних космічних сил інь-ян з ідеєю циклічного порядку «п'яти елементів» (у сін). Система у сін представлена у нього в тезі про «кінці та засади в [циркуляції] п'яти благостей» (у де чжунши) як універсальних першоелементів, що в ході космогенеза виникають слідом за «поділом неба і землі» і обумовлюють характер й порядок зміни світових епох. Цзоу Янь поширив ідею циклічності у де на історичний процес, пов'язавши її з етапами розквіту і деградації правлячих династій і суспільства в цілому.
Погляди Цзоу Яня отримали розвиток у філософії Дун Чжун-шу, в релігійно-окультної традиції (ченьвей, вейшу), пов'язаної з ворожильною практикою, а також у середньовічних історіософських концепціях.
Спираючись на нумерологічні розрахунки, Цзоу Янь розвинув схему Мен-цзи, де визначальна будова і розміри території «Серединних держав», представленої як дев'ятиклітинний квадрат зі стороною 9 тис. лі (можливі в той час значення лі — 477,84-497,70 м). Цзоу Янь оголосив цю територію 1/9 одного з дев'яти «[світових] материків» і 1/81 всієї Піднебесної. Підстановка в схему Цзоу Яня числових даних Мен-цзи визначає Піднебесну як квадрат зі стороною 27 тис. лі, що близько даним, повідомленим у «Люй-ши чуньцю» і «Хуайнань-цзи» — 28 тис. лі зі сходу на захід, 26 тис. лі з півдня на північ, — і реальному діаметру Землі. Джерело цих даних залишається загадкою для дослідників.